# Famille Testu de Balincourt
La famille Testu de Balincourt, anciennement Testu, est une famille subsistante de la noblesse française, originaire du Vexin, anoblie en 1556.

## Histoire
Originaire de l'Île-de-France dans le Vexin, la famille Testu est anoblie par la charge de secrétaire du roi en 1556, sous le règne du roi Henri II. 
Elle est maintenue dans sa noblesse en 1668. 
Claude Guillaume Testu de Balincourt, maréchal de France, obtient le titre de marquis par lettres patentes de 1719 sous la Régence. La dignité de maréchal de France lui permet d'être reçu aux honneurs de la cour en 1769.
Le château de Balincourt a été construit dans la seconde moitié du XVIIIe siècle, sans doute vers 1780, par Denis-Claude Liégeon, architecte des Menus-Plaisirs, pour Charles-Louis Testu de Balincourt (1729-1794), maréchal de camp.
La famille Testu de Balincourt a été admise à l'ANF en 1974.

## Personnalités
- Jean Testu (+1586), secrétaire des finances et d'État de François II, conseiller et maître d'hôtel ordinaire de Charles IX, ambassadeur de France à Bruxelles auprès de Marguerite d'Autriche de 1563 à 1566.
- Charles Testu de Pierrebasse (1670-1709), abbé des Roches[5].
- Louis Testu (+1636), seigneur de Frouville et de Villers-en-Vexin, conseiller d'État, maître d'hôtel du roi, capitaine et chevalier de guet de la ville de Paris
- Louis Testu (+1671), seigneur de Balincourt, baron de Bouloire, gentilhomme de la chambre du roi, député de la noblesse de Pontoise aux États généraux tenus à Tours en 1651, chevalier de l'ordre de Saint-Michel
- Claude-Guillaume Testu de Balincourt (1680-1770), maréchal de France en 1746, chevalier des ordres du roi en 1767, admis aux honneurs de la Cour en 1769
- François Testu de Balincourt (1687-1766), lieutenant-général des armées du roi en 1748, gouverneur de Saint-Venant en 1753, grand-croix de l'ordre de Saint-Louis en 1759
- Charles-Louis Testu de Balincourt (1729-1794), maréchal de camp en 1770, gouverneur de Port-Louis, commandeur de l'ordre de Saint-Louis.
- Raoul Testu de Balincourt (1856-1933), école navale 1873, capitaine de vaisseau, commandeur de la Légion d'honneur, croix de guerre 1914-1918.
- Amaury (1994-) consultant
- Quitterie (1997-), chirurgien urologue

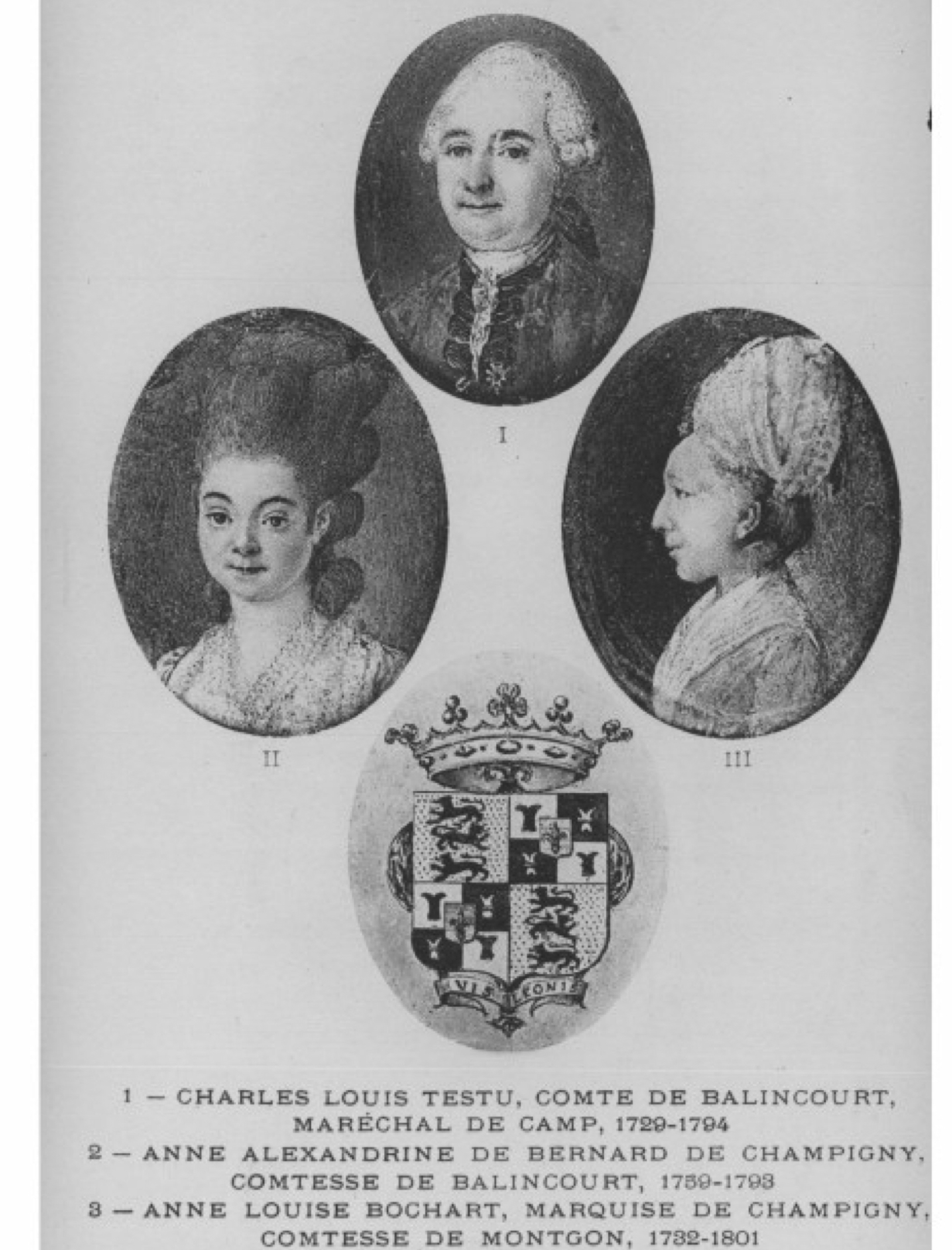
Portraits du comte Charles-Louis Testu de Balincourt et de sa seconde épouse.
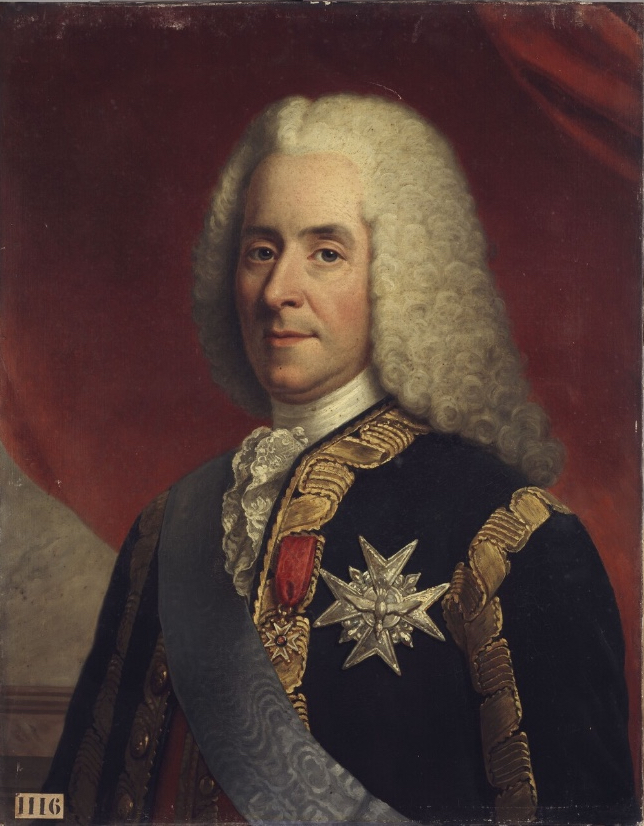
Claude Guillaume Testu, marquis de Balincourt, maréchal de France en 1746
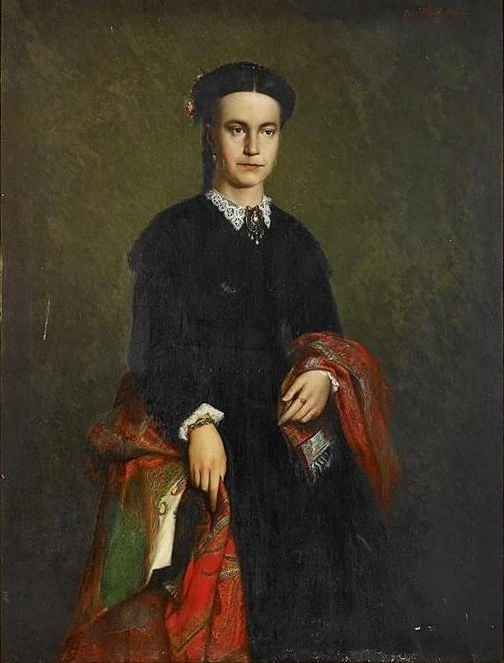
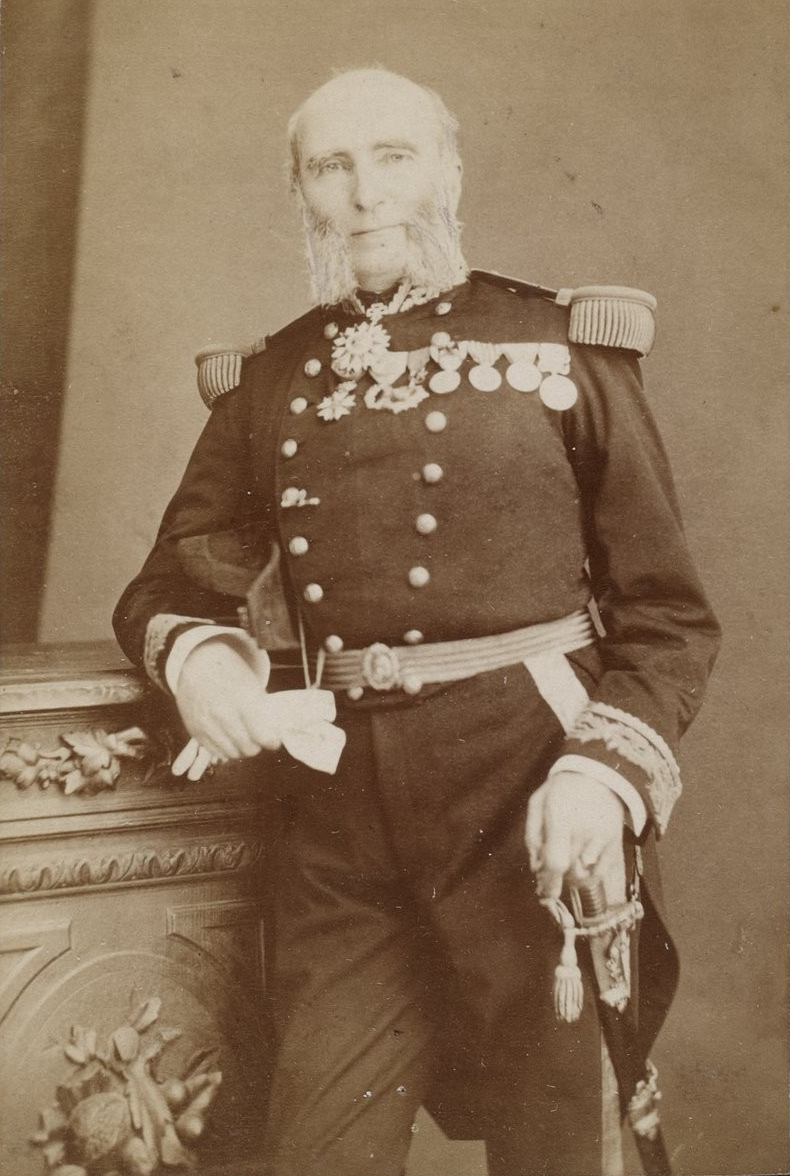
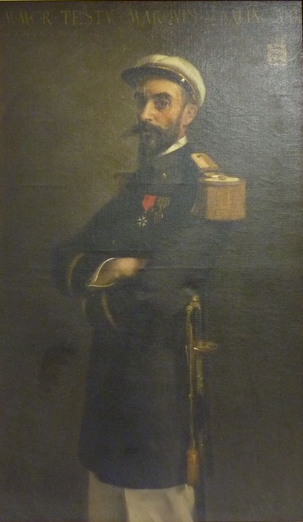

## Armes, devise, titre
- Armes : D’or, à trois léopards (ou lions léopardés) de sable, lampassés & armés de gueules & passant l’un au-dessus de l’autre, celui du milieu contourné (ou le second, contrepassant)

- Devise : « Vis Leonis »

- Titre : marquis (1719)

## Principales alliances
Les principales alliances de la famille Testu de Balincourt sont : Cœuret de Nesle, de Rochefort d'Ailly, de Rancher de La Ferrière, d'Ailly, de Clérembault, de Broc, Le Maistre, de Rochechouart, du Breil de Pontbriand, de Guillebon, Boutin de La Coulommière, de Villebois, de Messey, de Saint-Offange, Alleman de Montmartin, des Barres, de Polignac, de Morell d'Aubigny, du Pont de Compiègne, de Lantivy-Gillot de Kervéno, Héricart de Thury, de Roton, Bartholoni, de Perthuis de Laillevault, de Martimprey, de Vassal-Montviel, von Pereira-Arnstein, de Haldat du Lys, de Montaigne de Poncins, Roulhac de Rochebrune, de Griffolet d'Aurimont, de Boniface-Fombeton, de La Croix de Castries, Fournier de Carles de Pradines, de Champeaux, ...